# И това, ако е морал
И това, ако е морал е българска телевизионна новела от 1975 година по сценарий Васил Сотиров. Режисьор е Борислав Дионисиев, а оператор Йордан Йорданов .

## Актьорски състав
| В главните роли                   | Изпълнител       |
| --------------------------------- | ---------------- |
| Соня, първата жена на бай Захари  | Латинка Петрова  |
| бай Захари Генчев, електротехника | Хиндо Касимов    |
| третата жена на бай Захари        | Златина Дончева  |
| втората жена на бай Захари        | Зорка Димитрова  |
| четвъртата жена на бай Захари     | Златка Златанова |
| петата жена на бай Захари         | Милка Янакиева   |
|                                   | Мира Попова      |
| клиента с пералнята               | Вели Чаушев      |
| съдията                           | Живко Гарванов   |